# Schulthess Group
Schulthess Group AG est un groupe d'entreprises suisse d'électroménager.

## Produits
Le groupe produit et distribue des lave-linge, sèche-linge et machines de blanchisseries de la marque Schulthess pour les ménages, les professionnels et les blanchisseries industrielles. Le groupe est également présent dans le domaine des pompes à chaleur. Ses produits sont vendus en Europe par le biais d’une commercialisation directe ou de revendeurs. Toutes les machines arborant une marque du groupe ou un label privé sont fabriquées en Suisse, sur le site de Wolfhausen qui constitue également le siège de Schulthess Group.
L'entreprise est cotée en bourse en Suisse et compte environ 1000 employés. Le Groupe est présent dans 19 pays européens à travers ses filiales et représentations. 
Une Offre publique d'achat amicale a été lancée le 11 avril 2011 par le groupe suédois NIBE Industrier AB.